# Julbernardia paniculata
Julbernardia paniculata är en ärtväxtart som först beskrevs av George Bentham, och fick sitt nu gällande namn av Georges M.D.J. Troupin. Julbernardia paniculata ingår i släktet Julbernardia och familjen ärtväxter. Inga underarter finns listade i Catalogue of Life.